# Antoine Joseph Robin
 (juin 2015).
Pour les articles homonymes, voir Robin.
Antoine Joseph Robin, né le 3 juillet 1761 à Dortan dans l'Ain et mort le 12 juin 1808 à Lyon, dans le Rhône, est un général français de la Révolution et de l’Empire.

## Biographie

### Du capitaine au général de division
Il entre en service le 6 août 1792 comme capitaine au 5e bataillon de volontaires de l’Ain, dont il est nommé commandant en second le 15 août suivant. Il participe aux premières campagnes de la Révolution à l’armée du Rhin et se fait remarquer à la bataille de Kaiserslautern du 28 au 30 novembre 1793, en couvrant avec succès la retraite de l'armée contre les Prussiens avant de se frayer un passage à la baïonnette pour rejoindre ses camarades. Le 6 août 1794 il passe à l’armée de Rhin-et-Moselle comme chef du 1er bataillon de la 4e demi-brigade légère de première formation avec lequel il se signale à nouveau en août 1796 sur le Lech lorsqu'il culbute les Autrichiens et leur enlève 20 canons, plusieurs drapeaux et 2 000 prisonniers.
Témoins de ce fait d’armes, le général en chef Moreau le nomme sur le champ de bataille de Friedberg chef de brigade de la 21e demi-brigade d’infanterie le 24 août, grade qui lui est confirmé le 28 septembre. En janvier 1797 il passe à l’armée d’Italie dans la division du général Delmas, et en 1798 il accompagne Bonaparte pour la campagne d'Égypte. Il participe aux batailles de Chebreiss le 13 juillet 1798 et des Pyramides le 21 juillet suivant. Promu général de brigade le 7 octobre 1798 par Bonaparte sur le champ de bataille de Sédiman, Robin devient gouverneur de Jaffa le 8 mars 1799. Le 15 juin il commande la province de Kelioub et se fait remarquer à la bataille d’Aboukir le 25 juillet 1799, ainsi qu’à celle d’Héliopolis le 20 mars 1800. Il est élevé au grade de général de division le 15 avril 1801 par le général Menou et retourne en France après la défaite d’Alexandrie.

### Sous le Consulat et l'Empire
Robin est confirmé dans son grade le 14 décembre 1801 par le Premier consul. Le 6 mars 1802 il est envoyé à l’armée du Midi mais est placé en non-activité le 21 mai à la suite de la suppression de cette armée. Le 3 septembre il est nommé toutefois commandant temporaire de l’armée à Alexandrie en Italie. Le 23 septembre il prend le commandement de la 27e division militaire avant d'être fait chevalier de la Légion d’honneur le 11 décembre 1803 et commandeur de l’ordre le 14 juin 1804.
Le 29 janvier 1805 il commande la 2e subdivision de la 27e division militaire, et le 22 mars suivant il est envoyé à l’armée d’Italie comme commandant de la 3e division à Brescia en raison d’un conflit avec le général Despinoy. Il démissionne le 7 octobre 1805 pour raisons de santé. Admis à la retraite le 25 avril 1806, il meurt le 12 juin 1808 à Lyon.

## Sources
- (en) « Generals Who Served in the French Army during the Period 1789 - 1814: Eberle to Exelmans »
- Thierry Pouliquen, « Les généraux français et étrangers ayant servis [sic] dans la Grande Armée » (consulté le 4 décembre 2014)
- A. Lievyns, Jean Maurice Verdot, Pierre Bégat, Fastes de la Légion-d'honneur, biographie de tous les décorés accompagnée de l'histoire législative et réglementaire de l'ordre, Bureau de l’administration, janvier 1844, 529 p. (lire en ligne), p. 462.
- (pl) « Napoléon.org.pl »
- Arthur Chuquet, Ordres et apostilles de Napoléon (1799-1815), paris, librairie ancienne Honoré Champion, 1911, p. 140
- Antoine Jay, Etienne de Jouy et Jacques Marquet de Norvins, Biographie nouvelle des contemporains ou dictionnaire historique et raisonné de tous les hommes qui, depuis la Révolution française ont acquis de la célébrité par leurs actions…, tome 16, Paris, librairie historique, janvier 1823, 496 p. (lire en ligne), p. 62.
- Charles Théodore Beauvais et Vincent Parisot, Victoires, conquêtes, revers et guerres civiles des Français, depuis les Gaulois jusqu’en 1792, tome 26, C.L.F Panckoucke, janvier 1822, 414 p. (lire en ligne), p. 169.
- Georges Six, Dictionnaire biographique des généraux & amiraux français de la Révolution et de l'Empire (1792-1814), Paris : Librairie G. Saffroy, 1934, 2 vol., p. 377-378
- « Cote LH/2354/78 », base Léonore, ministère français de la Culture